# Maloskalsko
De Maloskalsko is een rotsformatie in een natuurgebied in het noordoosten van het Boheems Paradijs (Český ráj). Het is bereikbaar ten zuiden van de weg Turnov-Jičín (E442) via Železný Brod.
Enkele rotsen zijn de Suché skály en de Vranovský hřeben (Vranov). Verder is bezienswaardig het rotslabyrinth Chléviště en de rots-uitkijktorens Sokol of Kalich. 
Overblijfselen van kastelen en burchten zijn die van Frýdštejn, Vranov en Zbirohy. 